# TVO – Das Ostschweizer Fernsehen
TVO (vormals Tele Ostschweiz) ist ein konzessionierter regionaler Privatfernsehsender in der Schweiz für die Kantone St. Gallen, Appenzell Innerrhoden und Appenzell Ausserrhoden. Er ist seit 1999 auf Sendung. TVO ist als Regionalsender konzessioniert. Aufgrund gesetzlicher Vorgaben ist es TVO nicht erlaubt, das Programm per Satellit zu verbreiten.
Die TVO AG ist eine Tochtergesellschaft der NZZ Regionalmedien AG und Teil des Unternehmens NZZ. CH Media erbringt Technik-, Produktions-, Vermarktungs- und Management-Leistungen für TVO. 

## Geschichte
Tele Ostschweiz ging am 12. August 1999 erstmals auf Sendung. Zu Beginn wurden drei Sendungen produziert – Nachrichten im Ostschweiz Aktuell, das Hintergrund-Magazin Treffpunkt und die Talk-Sendung Im Gespräch. Der erste General-Relaunch wurde im Frühling 2001 vollzogen. Die Sendung Treffpunkt wurde in Zoom umgetauft und am Sonntagabend erstmals eine Sonntagsrunde ausgestrahlt. 2008 wurde die Sendestruktur umgebaut. Das Hintergrundmagazin Zoom wurde ersatzlos aus dem Programm gestrichen. Die Talk-Sendung Im Gespräch wurde durch Sporttalk (Montag), praXis gsundheit (Dienstag), Fokus (Mittwoch) und Fritsche (Donnerstag) ersetzt.
Am 16. August 2010 hat TVO auf das Format 16:9 umgestellt. Seit Ende des Jahres 2012 ist TVO schweizweit digital empfangbar.
Von Mai 2013 bis Oktober 2019 produzierte TVO von Montag bis Freitag täglich 60 Minuten. Darin enthalten sind News, Wetter und Hintergrundgespräche zu aktuellen Themen sowie eine kurze Zusammenfassung der News im Kompakt. Zudem wird auch am Sonntag jeweils eine News-Sendung produziert.
Seit April 2017 werden die Nachrichten ab 19.00 Uhr untertitelt. 
Im August 2018 startete die neue Sendeserie «Mensche i de Ostschwiz»
Das Jahr 2019 stand ganz im Zeichen der 20 Jahr Jubiläumsaktivitäten.
Im Zuge dessen ist der Regionalsender in neue Räumlichkeiten an der Fürstenlandstrasse in St. Gallen gezogen. Im November 2019 wurde das Erscheinungsbild überarbeitet und der Senderaster angepasst.
Die Newssendung heisst neu «Aktuell» und bleibt weiterhin das Zentrum der Berichterstattung von TVO.
Mit den neuen Sendungen «Im Zug mit...», «zur Sache» und  «Stammtisch»  schafft TVO noch mehr Nähe zu seinem Publikum.
2018 übernahm CH Media TVO als Inhaber von der NZZ-Mediengruppe. CH Media hatte den Betrieb am 1. Oktober 2018 aufgenommen. CH Media ist ein Joint Venture der NZZ-Mediengruppe und der AZ Medien
TVO hatte im 1. Semester 2018 in seinem Konzessionsgebiet (Personen 3+ mit Gästen) eine Tagesreichweite von rund 31'200 Personen (oder 5,5 % des Potenzials von 0,568 Millionen Personen), in der Deutschschweiz von 76'100 Personen (oder 1,5 % des Potenzials von 5'186 Millionen Personen).
Bei einem Budget von rund 3,5 Millionen Franken im Jahr beschäftigte TVO 2019 rund 30 Mitarbeiter (ohne Administration und Werbeverkauf). Zu den ehemaligen Mitarbeitenden gehören Wolf Buchinger und Linda Fäh.
Das Studio von TVO war 2019 mit drei mobilen Kameras und rund 40 Leuchtmitteln ausgestattet. Die Videojournalisten arbeiteten mit Panasonic-P2-Kameras. Als Schnittsystem wurde 2019 mit Apple Final Cut Pro 7 gearbeitet. Dieses wurde 2020 durch neue Schnittplätze mit Adobe Premiere Pro abgelöst.

## Sendungen
TVO sendet Eigen- und Fremdproduktionen. Die Eigenproduktionen werden in der Regel in Ostschweizer Dialekten gesprochen.

### Eigenproduktionen

#### Nachrichten
- Aktuell

#### Magazine
- Gedanken zur Zeit
- Geld
- Mensche i de Ostschwiz
- Meistgeklickt auf tvo-online.ch
- im Zug mit
- zur Sache
- Stammtisch
- Sonntalk
- CEO Talk

### Fremdproduktionen
- Wetter
- NZZ Format
- Kino
- Lifestyle
- SwissDinner
- Tierisch
- Bliib Fit
- +41 Das Schweizer Reportagemagazin
- Check UP
- Eusi Liebesgschicht
- Mis Dihei
- Schweiz Vereint
- Mediashop